# Biblioteka Narodowa Wysp Świętego Tomasza i Książęcej
Biblioteka Narodowa Wyspy Świętego Tomasza i Książęcej – biblioteka narodowa w São Tomé.

## Historia
Do 1975 roku czyli momentu uzyskania niepodległości przez Wyspy Świętego Tomasza i Książęcą funkcję biblioteki narodowej pełniła biblioteka miejska mieszcząca się w ratuszu w São Tomé. Jej zbiory liczyły około 5000 woluminów. Po 1975 roku biblioteka podupadła i ostatecznie została zamknięta. Jej funkcję na ponad 10 lat częściowo przejęła czytelnia Francisco José Tenreiro. W 1994 roku powstała biblioteka Zgromadzenia Narodowego. Podstawą jej kolekcji były zbiory biblioteki ratuszowej. W 2000 roku portugalska Fundacja Calouste Gulbenkiana przekazała Wyspom Świętego Tomasza biblioteki wędrowne. Nowy gmach Biblioteki Narodowej został otwarty w maju 2002 roku, dzięki dofinansowaniu budowy przez Republikę Chińską. Znajduje się w nim kilka czytelni, sala konferencyjna i sale tematyczne. Biblioteka została zbudowana w centrum miasta, obok znajduje się kino i Archiwum (Arquivo Histórico de S. Tomé e Príncipe). W 2011 roku 15 zainstalowanych w niej komputerów podarowanych przez Tajwan zostało zrabowanych przez nieznanych sprawców. Sprzęt wykorzystywano do szkolenia urzędników. 18 maja 2021 roku w sali konferencyjnej biblioteki narodowej odebrał nagrodę literacką im. Guerra Janguieiro Albertino Bragança.

## Zbiory
Biblioteka powiększa zbiory dzięki darowiznom, głównie z Portugalii. W 2003 roku na wyspie nie było księgarni ani jednego wydawcy. W 2019 roku 119 książek przekazała jej brazylijska Academia Brasileira de Letras.